# Pearland (Teksas)
Pearland je grad u američkoj saveznoj državi Teksas. Prema popisu stanovništva iz 2010. u njemu je živjelo 91.252 stanovnika.